# Квантовый загон
Квантовый загон (англ. quantum corral) — нанообъект, представляющий собой двумерную фигуру (окружность, эллипс, квадрат, треугольник и т. д.), образованную атомами адсорбата, на атомарно чистой поверхности монокристалла металла, путём атомных манипуляций с помощью сканирующей туннельной микроскопии.

## Описание

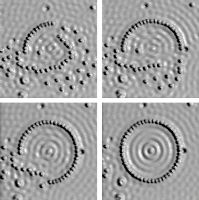
Набор последовательных СТМ-изображений, иллюстрирующих процесс формирования «квантового загона» из 48 атомов Fe, адсорбированных на поверхности Cu(111).

В 1993 году Д. Эйглер с сотрудниками продемонстрировал наиболее яркий пример формирования нанообъектов с помощью атомных манипуляций методом сканирующей туннельной микроскопии (СТМ), создав так называемый «квантовый загон» — окружность радиусом 7,1 нм, выстроенную из 48 атомов железа на поверхности меди. 
Квантовый загон действует как двумерная яма цилиндрической формы для электронов поверхностных состояний. Круговые волны, видимые на СТМ-изображении внутри «загона», это стоячие волны электронной плотности, существование которых предсказывает решение уравнения Шрёдингера для этих граничных условий. Была показана возможность формирования квантовых загонов различной формы (треугольной, прямоугольной, шестиугольной и т. д.). 
С помощью квантового загона эллиптической формы, сформированном атомами кобальта на поверхности меди, был продемонстрирован эффект «квантового миража»: когда в один из фокусов эллипса помещен атом кобальта, то в другом фокусе на картине СТМ появляется его мнимое изображение. Более того, электронные свойства двумерного электронного газа вблизи обоих фокусов оказываются аналогичными, хотя атом кобальта присутствует только в одном фокусе.